# Kyjovka
Kyjovka (zvaná též Stupava) je řeka ve Zlínském a Jihomoravském kraji. Pramení na jižním svahu kopce Vlčák v Chřibech a teče dále na jihozápad Kyjovskou pahorkatinou a Dolnomoravským úvalem. Je to levostranný přítok Dyje, do které se vlévá v oblasti jejího soutoku s Moravou. Délka toku činí 88,1 km. Plocha povodí měří 678,3 km².

## Horní tok

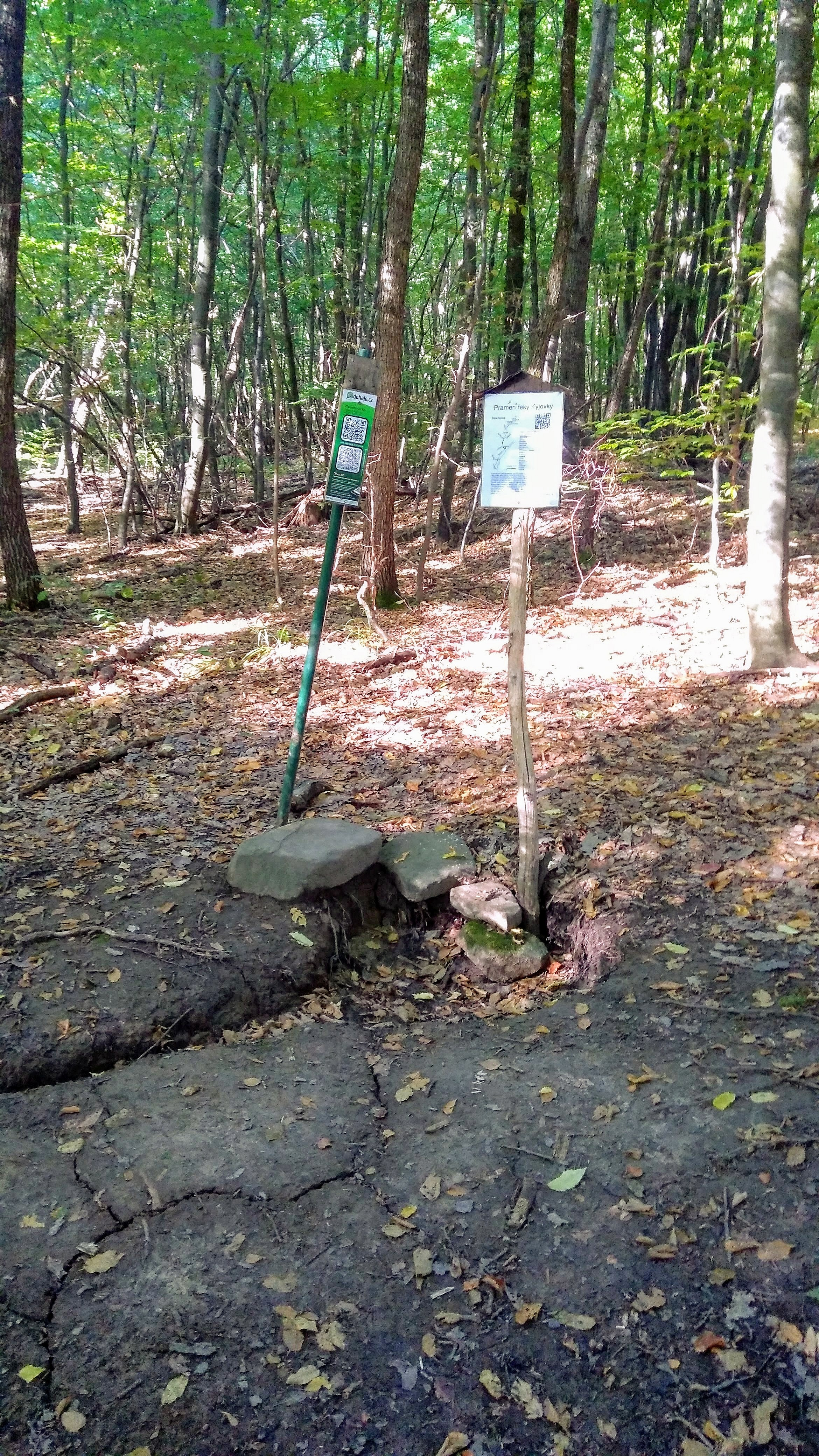
Pramen Kyjovky pod Vlčákem

Od pramene teče Kyjovka krátce nitrem Chřibů přes obce Staré Hutě a Stupava v okrese Uherské Hradiště, pak vtéká do okresu Kroměříž, kde na katastru města Koryčany napájí stejnojmennou vodní nádrž na pitnou vodu. Dále protéká v Koryčanech (kde se nazývá Stupavkou) pod silnicí u Lískovce, teče údolím pod ulicemi Svatoplukova, Smetanova a Tyršova (zde údolí místně nazýváno Měsíčním), pod bývalou továrnou Michaela Thoneta až ke koryčanskému nádraží, před nímž protéká pod silnicí u Blišic a dále teče směrem k Mouchnicím.

## Střední tok
U Koryčan opouští řeka lesnaté Chřiby a protéká jižním okrajem Litenčické pahorkatiny. Pod městem velkým obloukem obtéká vrch Hradisko (361 m), opouští Zlínský kraj ve prospěch kraje Jihomoravského, u Snovídek (okres Vyškov) se obrací na jih a vstupuje do hlubokého údolí tvořícího východní okraj Ždánického lesa (okres Hodonín). Její tok odsud až do Kyjova sleduje Vlárská dráha z Brna do Veselí nad Moravou. Pod Bohuslavicemi se údolí řeky rozšiřuje (Kyjovská pahorkatina).

## Dolní tok

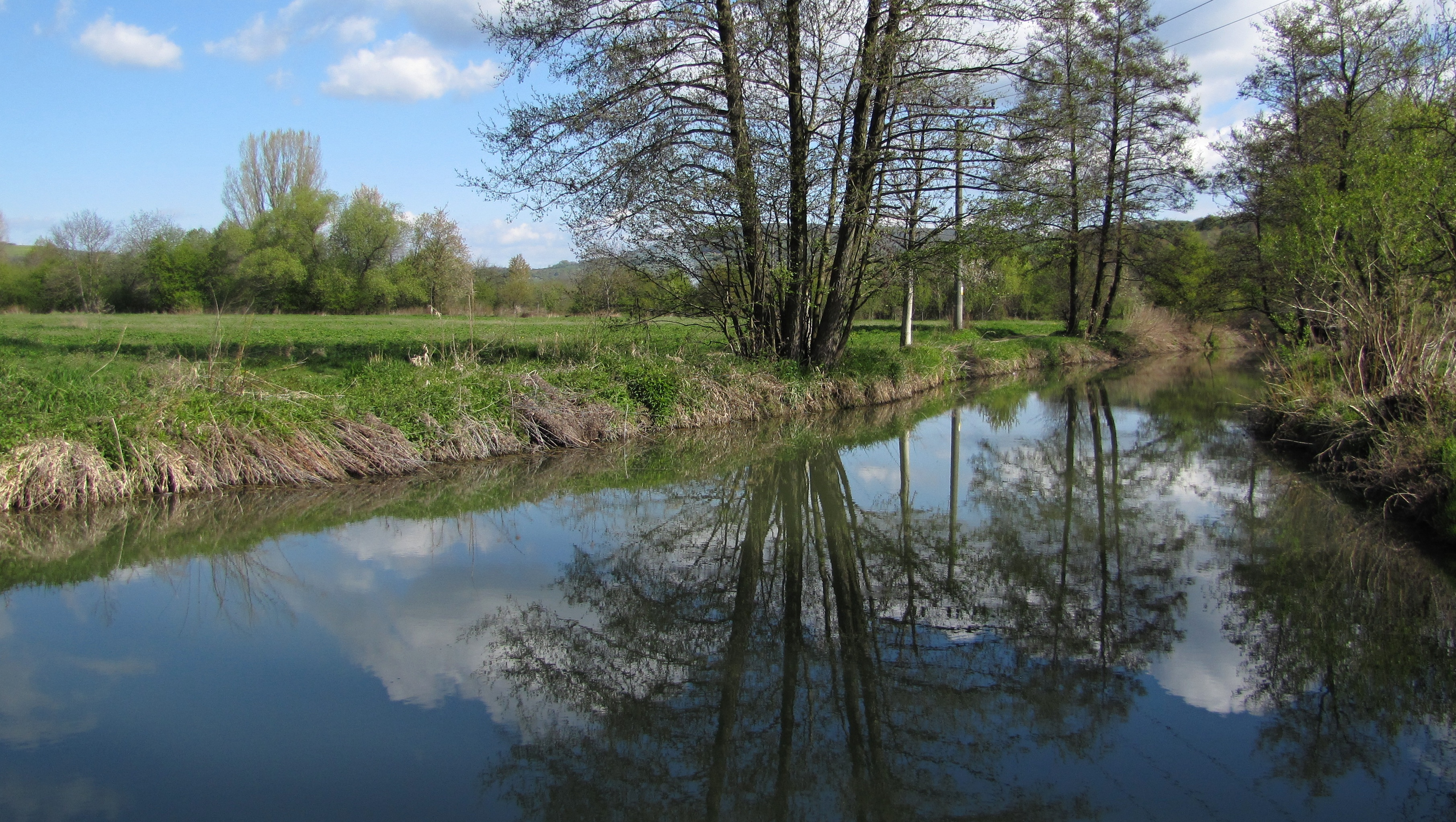
Kyjovka nad boršovským splavem v Kyjově

Poté, co proteče městem Kyjov, podle něhož dostala jméno, vstupuje Kyjovka, již v regulovaném korytě, do ploché krajiny Dolnomoravského úvalu a pod Mistřínem přijímá zleva jeden ze svých největších přítoků Hruškovici. V nivě u Dubňan zřídila Česká společnost ornitologická nevládní rezervaci Kosteliska zaměřenou na ochranu ptáků. Dále u Dubňan Kyjovka napájí Jarohněvický rybník, kterým začíná rozsáhlá kaskáda Mutěnických a níže Hodonínských rybníků, končící mezi Lužicemi a Hodonínem. Zprava se tu vlévá Prušánka.
Za přemostěním železniční tratě Přerov – Břeclav mění Kyjovka směr z jižního až jihovýchodního na jihozápadní a teče dále po pravém okraji nivy řeky Moravy, do níž nemůže zaústit vlivem jejího ohrázování. Protéká zde podél řady obcí vinařského regionu Podluží (Týnec, Tvrdonice, Kostice, Lanžhot – vše okres Břeclav). Pod Lanžhotem přijímá zprava Svodnici a vtéká do lužních lesů v oblasti soutoku Moravy a Dyje. Zde pak od soutoku s Kopanicí tvoří část staré zemské hranice Moravy a Dolních Rakous, platné do roku 1920. Po několika kilometrech přirozeného meandrujícího toku se pak vlévá zleva do Dyje, nedaleko rakouské obce Rabensburg, v nadmořské výšce asi 150 metrů.

## Větší přítoky
- levé – Kratinka, Hruškovice, Kopanice, Rumsovský járek
- pravé – Šardický potok, Mutěnický potok, Prušánka, Svodnice,

## Vodní režim

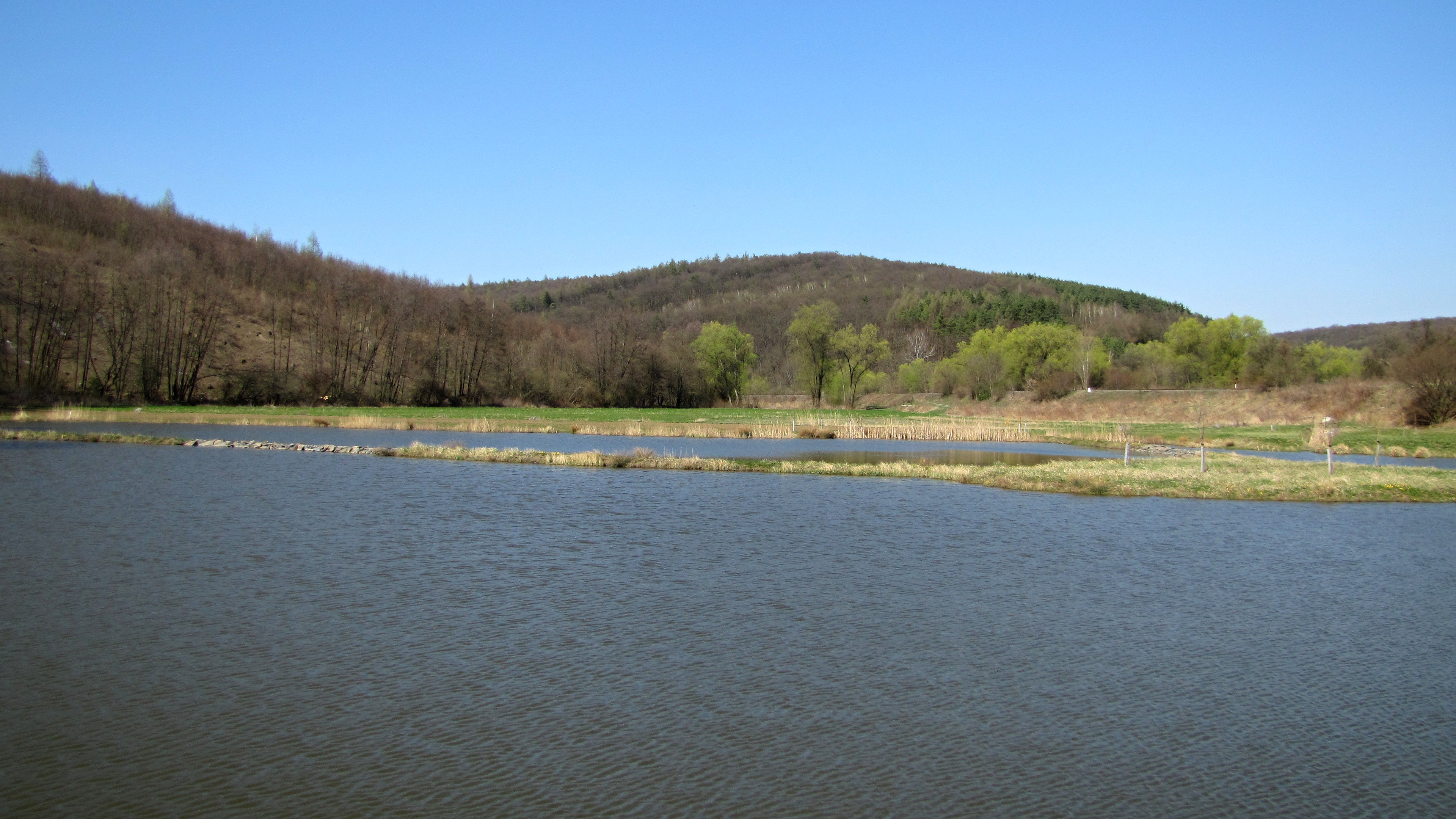
Rybník v Bohuslavicích u Kyjova

Průměrný průtok u ústí činí 0,82 m³/s. Stoletá voda zde dosahuje 50,1 m³/s.
Hlásné profily:
| Místo       | Říční km | Plocha povodí | Průměrný průtok (Qa) | Stoletá voda (Q100) |
| ----------- | -------- | ------------- | -------------------- | ------------------- |
| VD Koryčany | 74,20    | 27,61 km²     | 0,07 m³/s            | 33,0 m³/s           |
| Kyjov       | 54,00    | 117,49 km²    | 0,26 m³/s            | 40,0 m³/s           |

## Využití
Na řece se nachází vodní nádrž Koryčany a na dolním toku pak rybniční kaskáda Jarohněvického, Mutěnických a Hodonínských rybníků.